# Hallands Väderö
Hallands Väderö ( pronúncia) é uma pequena ilha do Categate, na província histórica da Escânia.

Pertence ao Município de Båstad, do Condado da Escânia. Tem uma área de 3 km 2, e está desabitada.
Está situada a 3 km a oeste da localidade de Torekov, de onde há uma ligação diária por barco na primavera, verão e outono.

Hallandds Väderö é uma atração turística, oferecendo uma natureza variada, praias excelentes, uma reserva natural de aves, e safaris marítimos para ver as focas.